# 제물포고등학교
제물포고등학교(濟物浦高等學校)는 대한민국 인천광역시 중구 전동에 있는 공립 고등학교이다.

## 학교 연혁
- 1935년 4월 1일 : 인천부립 인천중학교 개교
- 1945년 11월 27일 : 해방 후 인천중학교 재개교(길영희 교장 특별초빙 취임)
- 1948년 11월 1일 : 인천중학교 제1회 졸업
- 1954년 8월 13일 : 제물포고등학교 개교
- 1956년 3월 27일 : 초대 길영희 교장 취임, 인중교장 겸직, 무감독시험 시작
- 1956년 11월 20일 : 도서관 신축 개관
- 1956년 11월 27일 : 교지 『춘추』 창간호 발간
- 1957년 2월 28일 : 제물포고등학교 제1회 졸업식(39명 졸업)
- 1972년 2월 6일 : 평준화 정책에 따라 인천중학교 폐교
- 1975년 3월 16일 : 부설 방송통신고등학교 개교
- 1982년 3월 11일 : 제물포고등학교 야구부 창단
- 1991년 11월 27일 : 본관 신축 준공
- 1997년 4월 23일 : 춘추관(체육관) 개관
- 2018년 3월 1일 : 고교학점제 연구학교(3년)
- 2022년 9월 1일 : 제23대 김중철 교장 취임
- 2023년 2월 8일 : 제67회 졸업식(130명) 졸업생 누계 38,711명

## 갤러리

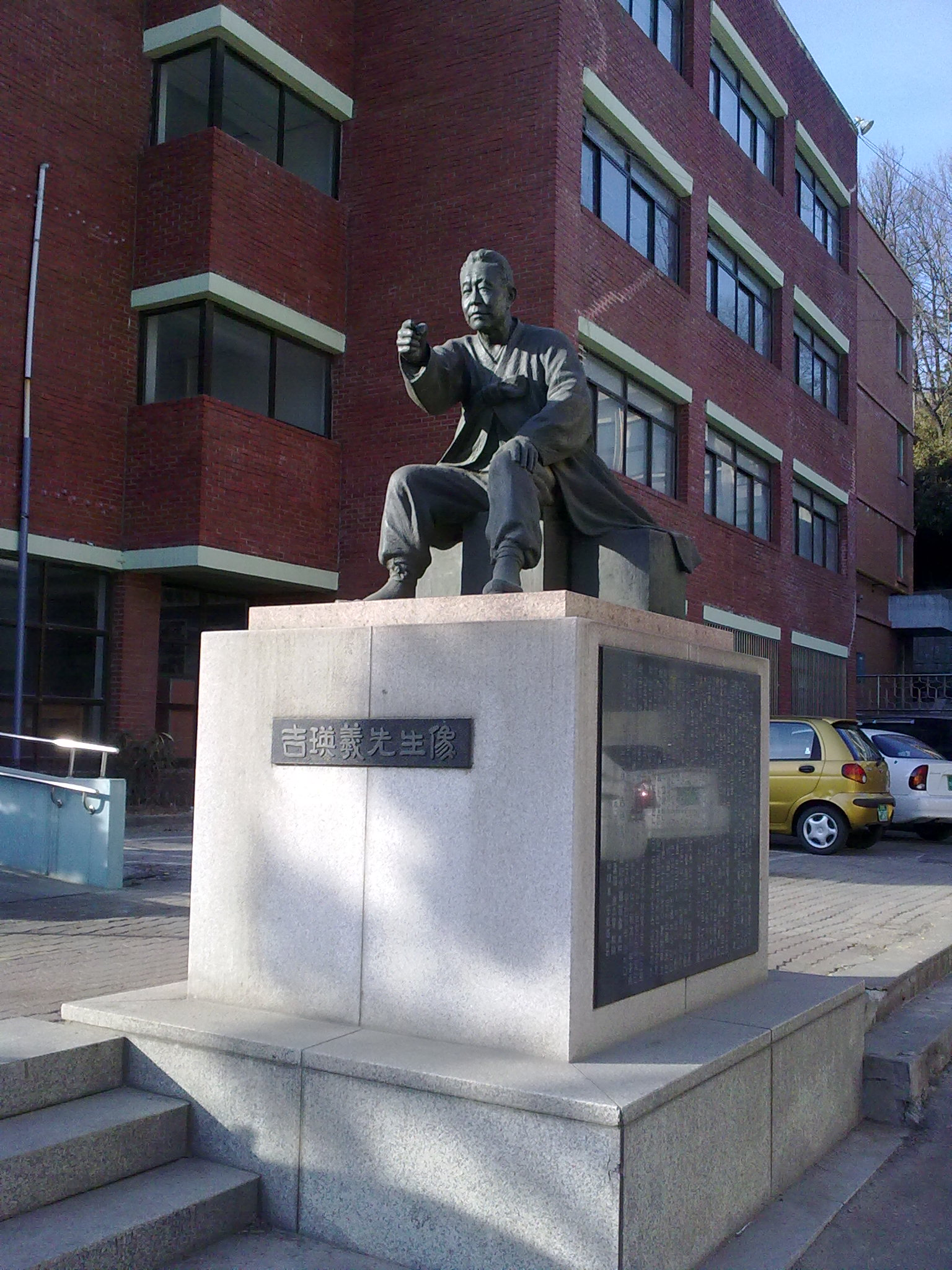
길영희선생상
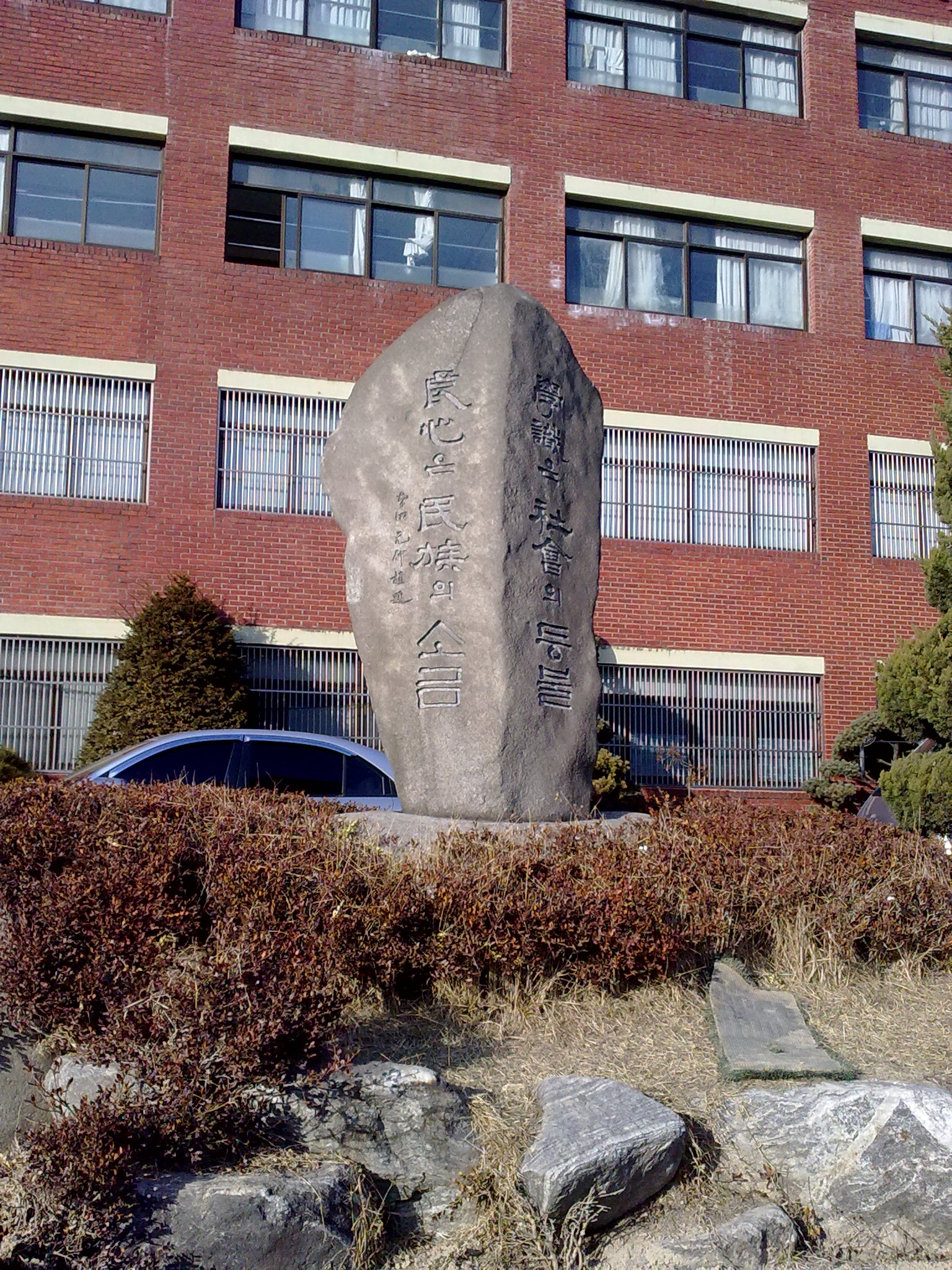
교훈비
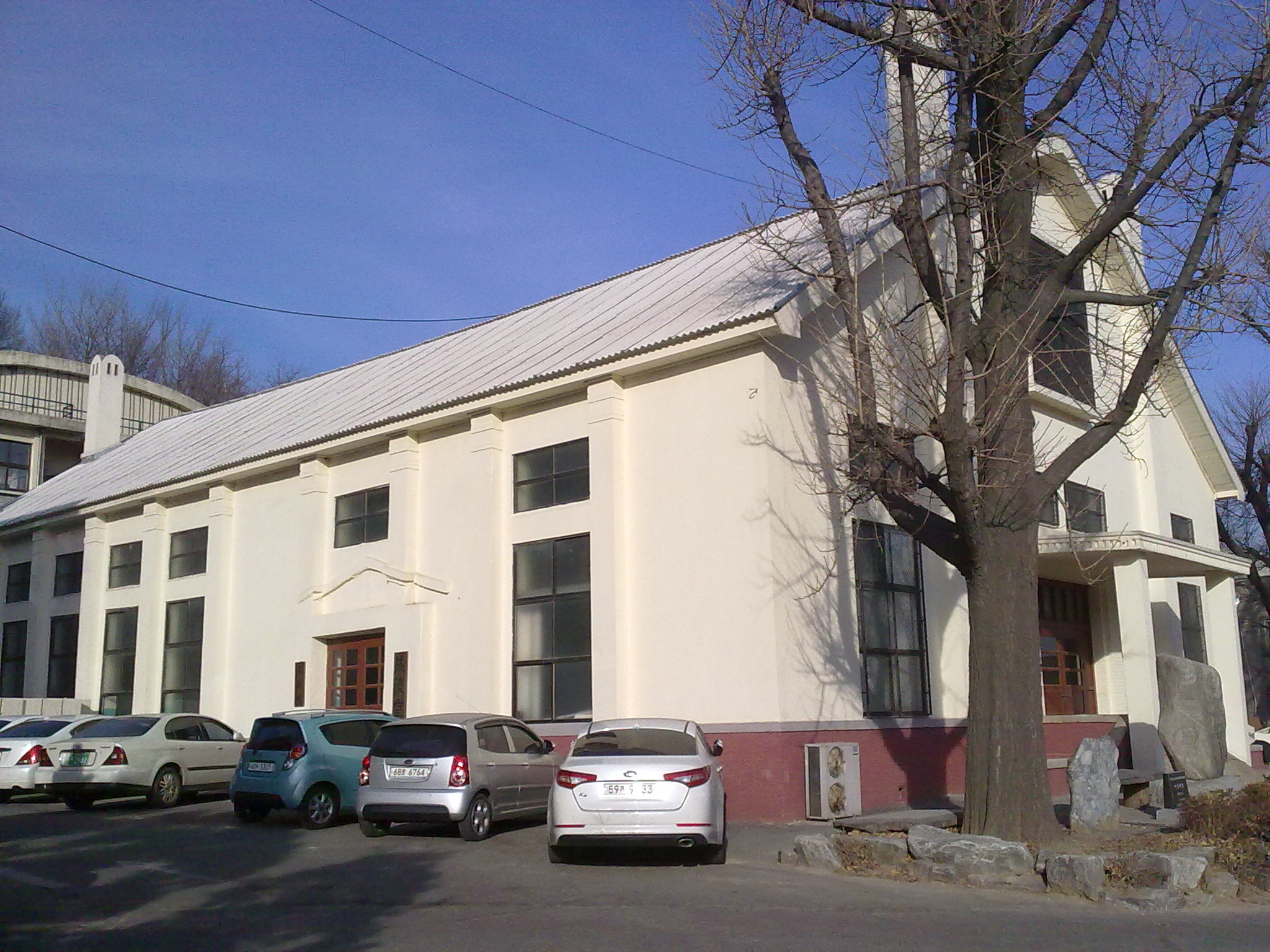
제물포고등학교 강당

## 참고 자료
- 제물포고등학교 - 한국교육학술정보원 학교알리미